# Josep Maria Pons i Guri
Josep Maria Pons i Guri (Arenys de Mar, 16 de juny de 1909 - 23 de desembre de 2005) fou un jurista, historiador, degà dels arxivers catalans, arxiver emèrit i fill predilecte d'Arenys de Mar.

## Activitat acadèmica i professional
Personatge il·lustre i una de les ments més lúcides en el camp de la recerca de la història jurídica de Catalunya. Com a responsable de l'Arxiu Històric Fidel Fita d'Arenys de Mar va poder desenvolupar una tasca lloable d'investigació a la comarca i, sobretot, a la zona de l'antic vescomtat de Cabrera.
Va estudiar Filosofia i Lletres i Dret a la Universitat de Barcelona. L'any 1931 es va especialitzar en història del dret i sis anys després encapçalava el dipòsit d'arxius de Manresa. Va investigar en els principals arxius de Catalunya i d'altres de l'Estat espanyol.
Autor prolífic, Pons i Guri va rescatar la història de les institucions de la Catalunya medieval. També va publicar molt en matèria de metodologia històrica i paleografia. L'historiador va ser durant anys un habitual en els cercles de debat sobre la realitat territorial de la comarca, de la qual negava l'existència. «El Maresme no existeix, és una realitat oficial», deia. En aquest sentit, quan va sorgir la nova distribució del Maresme, Pons i Guri la va aplaudir. «Si ordenem tal com volem l'àrea metropolitana creixerà bé. Tot el que es coneix com a Baix Maresme, fins i tot Mataró, ja és àrea metropolitana», defensava.
Fou, des del 1972, membre corresponent de la Reial Acadèmia Catalana de Belles Arts de Sant Jordi.
Malgrat que el reconeixement del seu poble no va arribar en vida a Josep Maria Pons i Guri, l'Ajuntament d'Arenys de Mar va nomenar-lo arxiver emèrit i fill predilecte de la vila, a títol pòstum. L'historiador, però, ha estat guardonat en la seva dilatada vida amb la Creu de Sant Jordi (1987), la Creu de l'orde de Sant Raimon de Penyafort (1989), la medalla d'honor del Col·legi d'Advocats de Barcelona, la de la Universitat Pompeu Fabra i la Medalla del President Francesc Macià (2005).
Entre les obres publicades de Pons i Guri destaca Estudi dels pilots (1960), El llibre de la Universitat de la Vila de Blanes (1969), Senyors i pagesos (1978), Entre l'emfiteusi i el feudalisme (1984), Aspectes judicials de la Cort General a l'època medieval (1991), Diari d'uns anys de guerra, 1808-1814 (1993), Quan nasqué, s'emancipà i s'organitzà una vila (1999) i Viatge a l'infern d'en Pere Porter (1999). Ara bé la seva obra magna van ser els quatre volums de Recull d'Història Jurídica Catalana.

## Activitat política[calcitació]
Va ser president de l'Acció Catòlica i de la Lliga Regionalista a Arenys de Mar durant els anys trenta i alcalde d'Arenys de Mar entre 1952 i 1957. Durant la Segona República formà part del consistori sorgit en les eleccions municipals de 1934 en qualitat d'alcalde segon i regidor de Cultura i Assistència Social. Durant la Guerra Civil espanyola, va passar la contesa ocult a Barcelona i al mateix Arenys de Mar.
Nomenat alcalde el 1952, incorporà d'altres antics lliguers al consistori i convertí la vila en un espai de trobada del monarquisme joanista. S'enfrontà al seu primer tinent d'alcalde i cosí, Joaquim Doy Guri, alineat amb el falangisme, el qual acabà derrotant-lo i succeint-lo. El 1954 va ésser diputat provincial fins al seu cessament. La seua activitat joanista continuà en els anys seixanta.
Durant la transició a l'actual període històric esdevingué simpatitzant de Convergència Democràtica sense arribar a militar-hi. A primers dels anys noranta treballava com a responsable de l'Arxiu Històric Fidel Fita d'Arenys de Mar.